# Албашська сільська рада
Албашська сільська рада — сільська рада, адміністративно-територіальна одиниця з центром у хуторі Албаши, тепер Краснодарського краю. Утворена 1925 року, існувала до 1954 року. За час існування перебувала у складі спочатку Старомінського району, потім Новомінського і Канівського районів. До складу сільради окрім хутору Албаши входили також хутори Черняєва (Загинайка), Мирошниченка, Сергієнка, Чаги. Сьогодні цих хуторів немає.

## Історія
Албашська сільрада утворена 1925 року у складі Старомінського району (центр — станиця Старомінська) Північно-Кавказького краю. З 1934 року, після розділення Північно-Кавказького краю на Азово-Чорноморський край і Північно-Кавказький край, Албашська сільрада знаходилася у складі Старомінського району Азово-Чорноморського краю. 1954 року була передана у склад Новомінського району (центр — станиця Новомінська). 22 серпня 1953 року згідно з Указом Президії Верховної Ради РРФСР Новомінський район ввійшов до складу Канівського району Краснодарського краю і Албашська сільрада стала частиною Канівського району. 17 липня 1954 року Албашську сільраду було об'єднано з Новодерев'янківською сільрадою в одну Новодерев'янківську (центр — станиця Новодерев'янківська).